# Industriální metal
Industriální metal je hudební styl metalu, který se projevuje neuhlazeným zvukem kytar, bicích souprav a vlastně celým svým projevem, který skoro až zaniká díky typickým plochám hluku.

## Seznam industrial-metalových skupin
- Rammstein
- Nine Inch Nails
- Marilyn Manson
- Kyberon
- Misery Loves Co.
- Raunchy
- Rob Zombie
- Nailbomb
- Fear Factory
- Godflesh
- Treponem Pal
- Deathstars
- Ministry
- The defiled
- Pain
- Lindemann
- Powerman 5000
- Oomph!
- Static-X
- Strapping Young Lad
- Discrimination
- Turmion Kätilöt
- Voivod (jen alba Negatron a Phobos)
- Raubtier
- 3Teeth
- The Kovenant
- Jacker's (český příklad)
- Veselí Filištínové (český příklad)